# Nausícrates
Nausícrates (en llatí Nausicrates, en grec antic Ναυσικράτης) fou un poeta còmic grec difícil de datar, i que alguns situen a la comèdia mitjana.
Suides li atribueixen dues comèdies:
- Ναυκλήροι ("Naukléroi", timoners)
- Περσίς ("Persis", perses)

Ateneu de Naucratis dona un extracte de la segona comèdia, i l'anomena Naucrates, que és clarament un error. Dels fragments que conserva Ateneu, dotze línies de Ναυκλήροι i tres de Περσίς, no se'n pot deduir la trama, però sembla que mostren un bon sentit de l'humor. Fabricius l'inclou a la Bibliotheca Graeca.